# Christian vom Lehn
Christian vom Lehn (Wuppertal, 14 april 1992) is een Duitse zwemmer. Hij vertegenwoordigde zijn vaderland op de Olympische Zomerspelen 2012 in Londen.

## Carrière
Bij zijn internationale debuut, op de wereldkampioenschappen zwemmen 2011 in Shanghai, veroverde Vom Lehn de bronzen medaille op de 200 meter schoolslag en werd hij uitgeschakeld in de series van de 100 meter schoolslag.
Op de Europese kampioenschappen zwemmen 2012 in Debrecen eindigde de Duitser als vierde op de 200 meter schoolslag, op de 100 meter schoolslag strandde hij in de series. Op de 4x100 meter wisselslag sleepte hij samen met Helge Meeuw, Steffen Deibler en Marco di Carli de zilveren medaille. Tijdens de Olympische Zomerspelen van 2012 in Londen werd Vom Lehn uitgeschakeld in de halve finales van de 200 meter schoolslag en in de series van de 100 meter schoolslag. Samen met Helge Meeuw, Steffen Deibler en Markus Deibler eindigde hij als zesde op de 4x100 meter wisselslag.

## Internationale toernooien
| Jaar | Olympische Spelen                                            | WK langebaan                          | WK kortebaan  | EK langebaan                                                 | EK kortebaan  |
| ---- | ------------------------------------------------------------ | ------------------------------------- | ------------- | ------------------------------------------------------------ | ------------- |
| 2011 |                                                              | 22e 100m schoolslag · 200m schoolslag |               |                                                              | geen deelname |
| 2012 | 19e 100m schoolslag 12e 200m schoolslag 6e 4x100m wisselslag |                                       | geen deelname | 11e 100m schoolslag · 4e 200m schoolslag · 4x100m wisselslag | geen deelname |

## Persoonlijke records
Bijgewerkt tot en met 28 april 2013
Kortebaan
| Afstand         | Tijd    | Datum            | Plaats  |
| --------------- | ------- | ---------------- | ------- |
| 100m schoolslag | 1.00,03 | 17 december 2011 | Atlanta |
| 200m schoolslag | 2.06,84 | 16 december 2011 | Atlanta |

Langebaan
| Afstand         | Tijd    | Datum         | Plaats  |
| --------------- | ------- | ------------- | ------- |
| 100m schoolslag | 1.00,51 | 4 juni 2011   | Berlijn |
| 200m schoolslag | 2.08,81 | 28 april 2013 | Berlijn |